# Olympische Winterspiele 1998/Teilnehmer (Brasilien)
| Gelbes Symbol für Goldmedaillen mit stilisierten Olympischen Ringen | Graues Symbol für Silbermedaillen mit stilisierten Olympischen Ringen | Braundes Symbol für Bronzemedaillen mit stilisierten Olympischen Ringen |
| ------------------------------------------------------------------- | --------------------------------------------------------------------- | ----------------------------------------------------------------------- |
| —                                                                   | —                                                                     | —                                                                       |

Brasilien nahm an den Olympischen Winterspielen 1998 im japanischen Nagano mit einem Athleten teil.
Nach 1992 und 1994 war es die dritte Teilnahme Brasiliens an Olympischen Winterspielen.

## Flaggenträger
Der Skifahrer Marcelo Apovian trug die Flagge Brasiliens während der Eröffnungsfeier im Olympiastadion.

## Teilnehmer nach Sportarten

### Ski alpin
| Athleten        | Wettbewerbe | 1. Lauf | 1. Lauf | 2. Lauf | 2. Lauf | Gesamt      | Gesamt |
| Athleten        | Wettbewerbe | Zeit    | Rang    | Zeit    | Rang    | Zeit        | Rang   |
| --------------- | ----------- | ------- | ------- | ------- | ------- | ----------- | ------ |
| Männer          |             |         |         |         |         |             |        |
| Marcelo Apovian | Super-G     | –       | –       | –       | –       | 1:49,43 min | 37     |